# Hjalmar Meidell
Hjalmar Sigvard Meidell (Bergen, 7 de septiembre de 1871 - Bergen, 4 de febrero de 1957) en el mismo  fue un dramaturgo, escritor y dentista noruego.

## Primeros años
A los 22 años, Hjalmar Meidell se graduó como dentista y estableció su propia práctica en su ciudad natal de Bergen. Sin embargo, fue su faceta de escritor la que recibió mayor reconocimiento. Como dramaturgo, Meidell fue aclamado tanto en su país como en el extranjero.

## Carrera
Durante toda su vida adulta, Hjalmar Meidell trabajó como dentista en su ciudad natal de Bergen, al mismo tiempo que escribía principalmente dramas teatrales, poemas, novelas y una autobiografía.

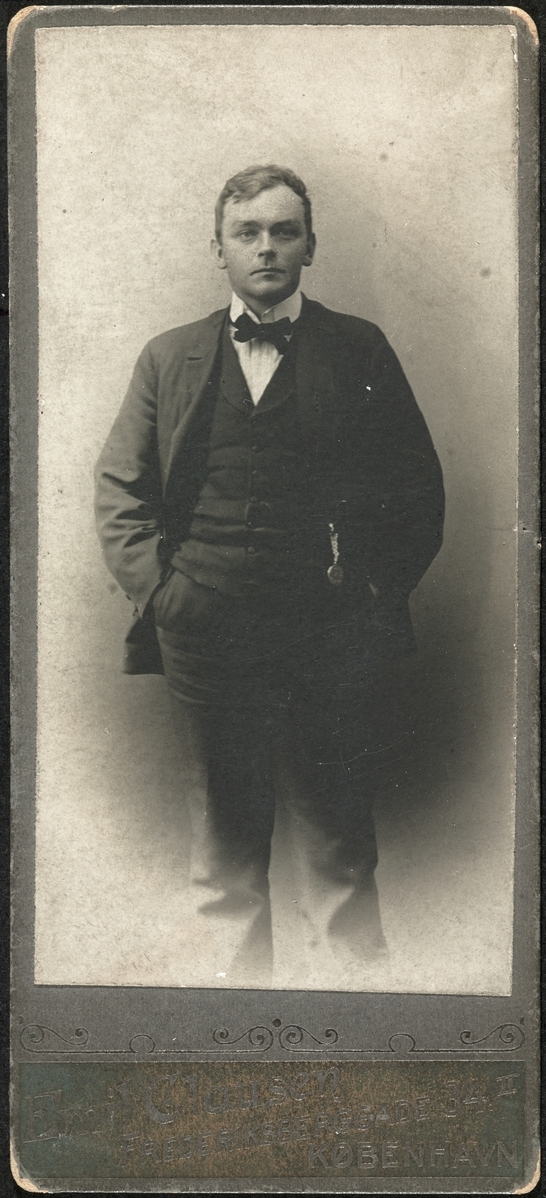
Christian Sandal

Era hijo del capitán de barco Hartvig Carl Meidell y su esposa Antonette Marie (de soltera Gruntvig Olsen). Cuando comenzó en la Bergen Katedralskole, conoció a Christian Sandal (quien más tarde sería actor y director de teatro).Junto con otros jóvenes del vecindario, comenzaron a actuar teatro para el público, y también crearon un teatro de marionetas llamado "Delldal", combinando sus apellidos. Su repertorio incluía desde textos escritos por Meidell, hasta clásicos antiguos y dramaturgia contemporánea como "La dama del mar" de Henrik Ibsen.
Meidell escribió, entre otros, 16 obras de teatro, siendo más conocida su obra "Medusa", basada en "El idiota" de Dostoievski, que se representó en cinco idiomas diferentes y se presentó en ciudades como Estocolmo, Berlín y Budapest.

## Sexualidad
Meidell fue parte de un ambiente relativamente abierto en Bergen respecto a su homosexualidad, y no ocultó su orientación, como también se refleja en su autobiografía "Memos de los días de juventud, recuerdos teatrales y otros". 
En su libro "Recuerdos de la infancia, recuerdos del teatro y otras cosas". publicado en 1930, Hjalmar Meidell, que entonces tenía 61 años, habla de su relación y amistad con Christian Sandal: "Ya no recuerdo cómo nos 'encontramos'. Pero las almas afines tienen un buen sentido de la pista y nuestra relación pronto se convirtió en amistad"